# Van Beveren (geslacht)

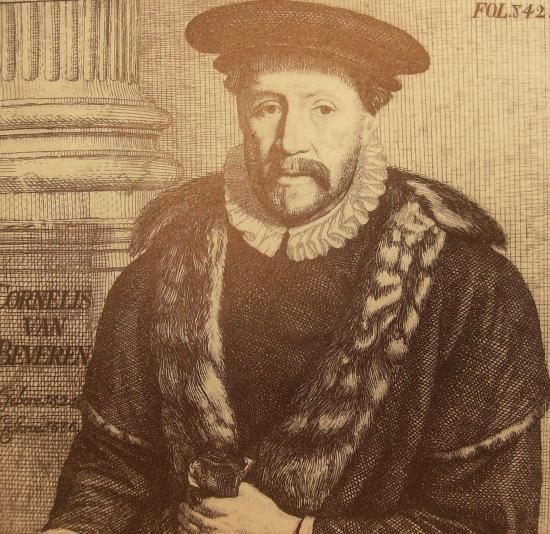
Cornelis van Beveren (1568-1641)

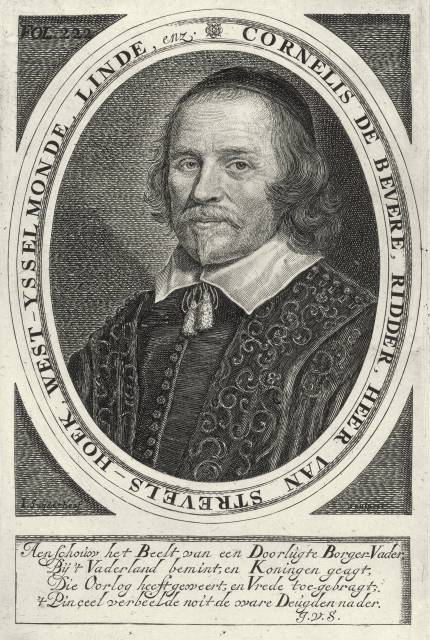
Cornelis van Beveren (1591-1663)

Van Beveren is een Nederlands geslacht dat tot de Nederlandse patriciaat behoort. In de Gouden Eeuw behoorde een geslacht Van Beveren tot de meest invloedrijke Dordtse regentengeslachten.

## Geschiedenis
Verschillende leden uit dit Dordtse geslacht Van Beveren behoorden ook tot de Dordtse regentenklasse. In het begin van de zestiende eeuw kregen de leden van het geslacht Van Beveren een steeds belangrijkere rol binnen het bestuur van deze stad. Ook door hun relaties met andere Hollandse patriciërs won dit geslacht snel aan invloed buiten deze stad, zodat ten tijde van de Gouden Eeuw verschillende telgen belangrijke functies bekleedden binnen de VOC en andere belangrijke instanties. Het is niet bewezen, noch aannemelijk, dat de verschillende nog levende families van Beveren aan elkaar gelieerd zijn.
Verschillende families Van Beveren waren onder meer verwant met de geslachten Van Slingelandt, De Witt en Muys van Holy.

## Titels
- Heer van Strevelshoek, Develstein, West-IJsselmonde, Kleine Lindt, Oost-Zwijndrecht, West-Barendrecht, Oost-Barendrecht en Barendrecht[2]

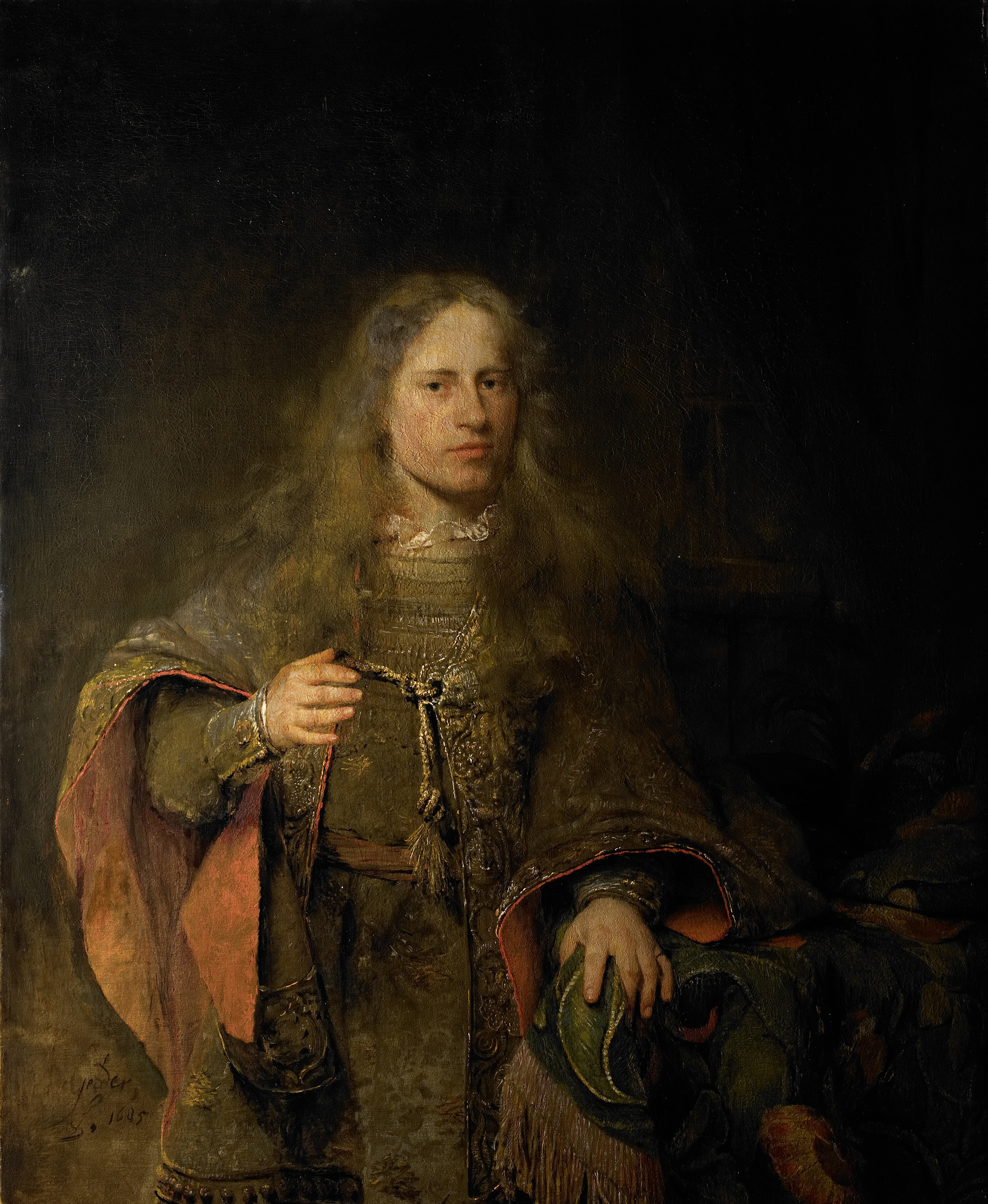
Ernestus (Ernst) van Beveren (1660-1722)

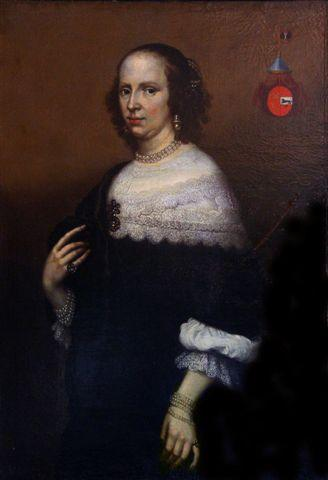
Sophia van Beveren (1611-1682), geschilderd door Albert Cuyp

## Verschillende leden

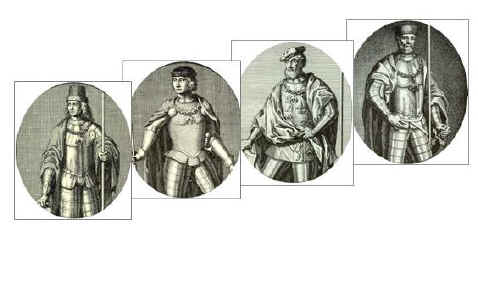
Heren van Beveren

### Dordtse Van Beveren
- Cornelis van Beveren (1524-1586), Dorts regent en burgemeester
- Willem Corneliszn. van Beveren (1556-1631), burgemeester van Dordrecht, heer van Strevelshoek. Zijn graf is in de Beveren/Quekel-kapel in de Augustijnenkerk in Dordrecht.
- Cornelis van Beveren (1568-1641), heer van Oost-Zwijndrecht en Oost-Barendrecht, burgemeester van Dordrecht, gecommitteerde in de Staten van Holland en West-Friesland, dijkgraaf en heemraad van de Merwede, bewindhebber van de West-Indische Compagnie (WIC). Hij was getrouwd met Alida van Barendrecht vrouwe van Oost-Barendrecht (-1638).
- Cornelis van Beveren (1591-1663), heer van De kleine Lindt, Strevelshoek, Develstein en West-Ysselmonde, ridder in de Orde van St. Michiel, Dorts regent en burgemeester, rentmeester-generaal van Zuid-Holland, gecommitteerde in het college van de Staten van Holland en West-Friesland, afgevaardigde naar de Synode van Dordrecht (1627), gecommitteerde raad van Holland, in de Staten-Generaal, buitengewoon ambassadeur aan de hoven van Denemarken en Noorwegen en de stad Hamburg en aan het hof van St. James[3]
- Abraham van Beveren (1604-1663), als erfgenaam van zijn moeder, Alida van Barendrecht (-1638) werd hij heer van Oost-Barendrecht. In 1643 werd hij door aankoop ook heer van West-Barendrecht, gecommitteerde in de raad van State, in de Staten van Holland en West-Friesland, in het college van gecommitteerde raden, in de Staten-Generaal, gezant naar Munster, baljuw en dijkgraaf van de landen van Strijen
- Sophia van Beveren (1611-1682), vrouwe van West-Barendrecht, voogdes van het Arent Maertenshof, moeder van het weeshuis te Dordrecht[4]
- Jacob de Bevere (1612-1676), heer van Oost-Zwijndrecht en Barendrecht, Dorts regent, gecommitteerde ten beleide van stadszaken te Dordrecht, in het college van gecommitteerde raden en in de Staten van Holland en West-Friesland
- Willem de Bevere (1624-1672), heer van Strevelshoek, raad en rentmeester-generaal van Zuid-Holland, gecommitteerde in de Staten van Holland en West-Friesland en ter Admiraliteit van Zeeland en baljuw en dijkgraaf van het land van Strijen
- Cornelis de Bevere (1634-1689), heer van De kleine Lindt en West-IJsselmonde, Dorts regent, gecommitteerde ter Staten van Holland en West-Friesland, baljuw en dijkgraaf van Strijen en baljuw, dijkgraaf en heemraad van de Merwede
- Lydia de Bevere (1647-1702), vrouwe van Oost-Barendrecht
- Cornelis de Bevere (1658-1685), heer van De kleine Lindt,
- Ernst de Bevere (1660-1722), heer van De kleine Lindt en West-IJsselmonde, Dorts regent en baljuw en dijkgraaf van de Merwede
- Ernestina Geertruida de Beveren (1697-1722), vrouwe van De kleine Lindt en West-IJsselmonde